# Arc Majeur
De Arc Majeur (Nederlands: Grote Boog) is een kunstwerk langs de E411 nabij Lavaux-Sainte-Anne, in de provincie Namen in België. De ontwerper van deze boog is de Franse beeldhouwer Bernar Venet. Het kunstwerk werd opgericht in 2019 en is de grootste monumentale sculptuur van Europa.
De Arc Majeur bestaat uit een boog van 60 meter hoog en een van 20 meter hoog. Het kunstwerk weegt 250 ton en is gemaakt van cortenstaal.
Het kunstwerk werd reeds in de jaren 1980 besteld, ten tijde van het presidentschap van François Mitterrand, en zou aanvankelijk nabij de Franse plaats Auxerre worden gebouwd. Lokale tegenstand tegen het project maakte echter dat het er nooit werd gerealiseerd.
Het project was begroot op 2,5 miljoen euro. Het grootste deel daarvan werd gefinancierd door de John Cockerill Foundation.